# Landsfiskal

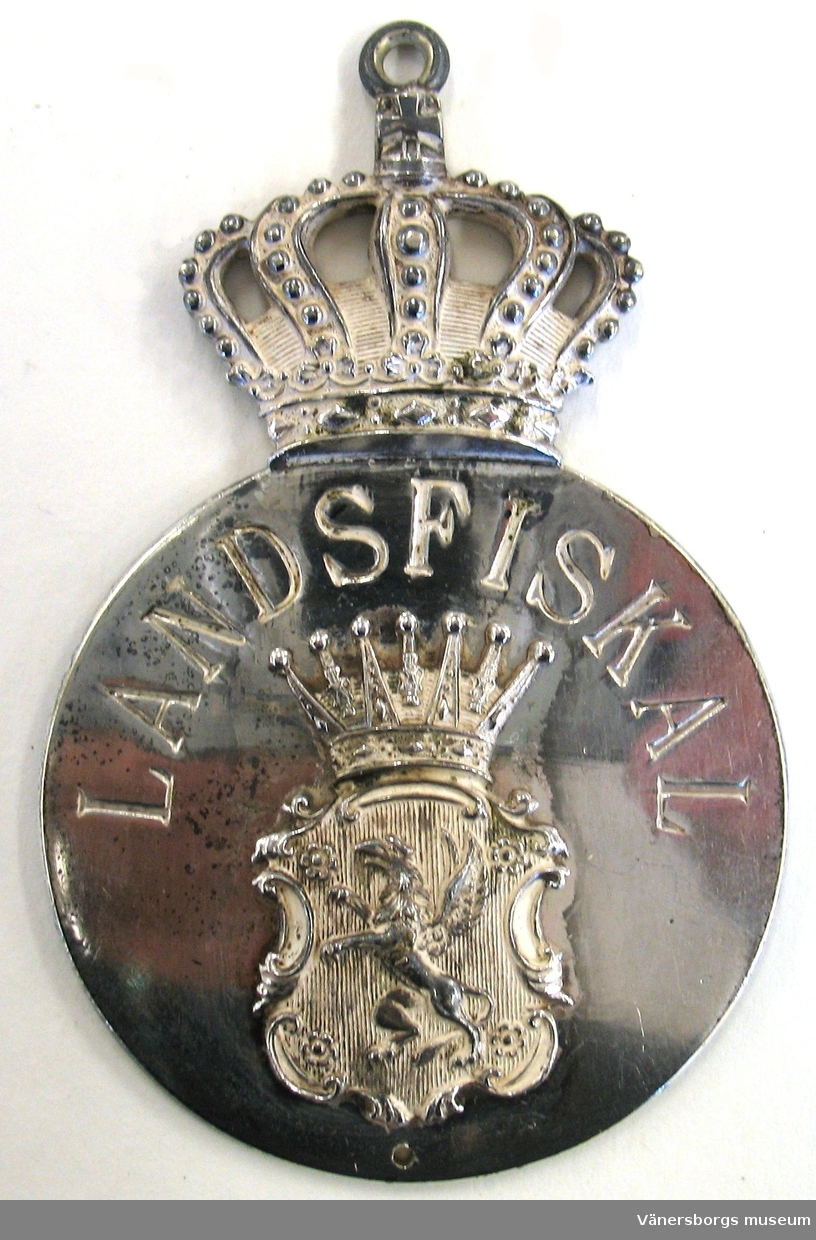
Bricka för landsfiskal i Södermanlands län, använd 1918–1926.

Landsfiskal var i Sverige en rättsvårdande kunglig (statlig) tjänsteman, som bland annat fungerade som åklagare, polismästare och utmätningsman. Landsfiskalen hade sitt arbetsområde på landsbygden och i vissa städer under landsrätt, till skillnad från stadsfogde och stadsfiskal som verkade i större städer.

## Bakgrund
I samband med omorganisationen av fögderiförvaltningen 1 januari 1918 infördes beteckningen landsfiskal istället för den tidigare benämningen länsman på samma ämbete. Samtidigt fördes landsfiskalerna organisatoriskt in under respektive länsstyrelse.
Chefer över landsfiskalerna blev landsfogden, som ersatte de tidigare kronofogdarna. Dessförinnan hade kronofogdarna lytt under justitiekanslern, som var landets riksåklagare fram till 1948. Länsmännen, som före 1918 hjälpte och lydde under kronofogden som dennes anställda, togs bort 1918, eftersom landsfiskalen tog över både kronofogdens och länsmannens uppgifter. Landsfiskalerna avskaffades den 1 januari 1965 enligt Lag (1964:323) om fullgörande av vad som åligger landsfogde m.fl. Åklagarverksamheten överfördes till en distriktsåklagare, exekutionsverksamhet till en utmätningsman i en ny kronofogdemyndighet och övrig verksamhet till statliga polismyndigheter i samband med förstatligandet av den dittills huvudsakligen kommunala polisen i Sverige.
Vid tiden strax före landsfiskalsämbetets avskaffande fanns landsfiskaler i 331 landsfiskalsdistrikt (antalet den 1 januari 1964), där de var åklagare, polischefer och utmätningsmän. Som åklagare och polischefer lydde de under landsfogden, i övrigt under länsstyrelsen. För att bli landsfiskal fordrades under senare år juris kandidatexamen eller distriktsåklagarexamen samt genomgången polischefsutbildning. Landsfiskalen tillsattes (enligt instruktionen den 14 december 1917) av Kunglig Majestäts befallningshavande., det vill säga landshövdingen eller överståthållaren.

## Distrikt
Varje landsfiskalsdistrikt hade en anställd landsfiskal som lydde under landshövdingen. Landsfiskalen utgjorde allmän åklagare inom sitt distrikt.
Den första indelningen i landsfiskalsdistrikt trädde i kraft den 1 januari 1918 (enligt beslut den 7 september 1917). Antalet landsfiskalsdistrikt utgjorde samma datum 491 stycken (enligt förordningen skulle antalet vara 489 men två stycken länsmansdistrikt blev landsfiskalsdistrikt på övergångsstat). Antalet länsmansdistrikt, som ersattes av landsfiskalsdistrikt, utgjorde 522 stycken år 1910.
En ny indelning i landsfiskalsdistrikt trädde i kraft den 1 oktober 1941 (enligt kungörelsen den 28 juni 1941) och antalet distrikt minskades till 408 (jämfört med 490 distrikt år 1930). Denna ersattes i sin tur av en ny indelning (kungörelsen den 1 juni 1951, SFS 1951:316) som trädde i kraft den 1 januari 1952, i samband med kommunreformen 1952, och antalet distrikt minskades till 341. I landsfiskalsdistriktsindelningen 1952 ingick 77 av rikets 133 städer.
Den 1 januari 1965 upphörde landsfiskalsdistrikten att existera, och de ersattes av polisdistrikt, åklagardistrikt samt kronofogdedistrikt.

## Lagar
- SFS 1917:687 om Sveriges indelning i landsfiskalsdistrikt.
- SFS 1917:903 med instruktion för landsfogdar.
- SFS 1941:682 om Sveriges indelning i landsfiskalsdistrikt